# Rajd Dakar 2005
Rajd Dakar 2005 (Rajd Paryż - Dakar 2005) – dwudziesta siódma edycja terenowego Rajdu Dakar, która odbyła się na trasie Barcelona - Dakar w dniach 31 grudnia 2004 - 16 stycznia 2005. Trasa rajdu miała 5565 mil (≈ 9 039 km). Startowało 696 samochodów, motocykli i ciężarówek (padł nowy rekord). W rajdzie po raz pierwszy wystartowali Robby Gordon i Colin McRae. McRae, który na trasie szóstego etapu pomiędzy As-Samara a Az-Zuwajrat doznał groźnego wypadku i musiał wycofać się z udziału w rajdzie. W kategorii samochodów tryumfował Francuz Stephane Peterhansel, zaś w kategorii motocykli także Francuz - Cyril Despres.